# Викторија (Малта)
Викторија (малт. Victoria, званично Città Vittoria, код месног становништва названа и Ir-Rabat, у значењу предграђе) је један од 11 званичних градова на Малти. Викторија је истовремено и једна од 68 општина у држави.
Викторија је најважније и једино градско насеље на мањем од два важнија острва Малте, на Гоцу. Град је његово средиште.

## Географија
Град Викторија се сместио у средишњем делу мањег од два важнија острва Малте, Гоца. Удаљен је од главног града Валете 30 километара северозападно (морским путем).
Насеље се развило на средишњем платоу острва, подједнако удаљено од свих обала острва. Подручје града је површине 2,9 км², са покренутим тереном (65-125 м надморске висине).

## Историја
Подручје Викторије било је насељено још у време праисторије и било је активно у старом и средњем веку, али није имало већи значај до 16. века. И поред тога подручје града је одувек било средиште окупљања острва.
Данашње насеље вуче корене од велике опсаде острва од стране Турака 1565. године. После тога владари Малте, Витезови светог Јована су изградили на овом месту утврђено насеље, чији се обим није много мењао током каснијих епоха и владара (Наполеон, Велика Британија). Около њега се временом развио град, који и данас код месног становништва ниоси назив рабат, тј. предграђе.
Град је веома страдао од нацистичких бомбардовања у Другом светском рату, али је после тога обновљен.

## Становништво
Становништво Викторије је по проценама из 2008. године бројало нешто преко 6,4 хиљада становника. Многа малтешка насеља која немају звање града су већа од њега.

## Галерија
- Општина Викторија
- Панорама Викторије
- Стара улица у граду
- Градска Катедрала св. Ђорђа